# اینیاسی گوگولفسکی
اینیاسی گوگولفسکی (انگلیسی: Ignacy Gogolewski؛ زادهٔ ۱۷ ژوئن ۱۹۳۱ – ۱۵ مهٔ ۲۰۲۲) بازیگر اهل لهستان بود. وی از سال ۱۹۵۳ تا هنگام مرگ در بیش از ۳۰ فیلم بازی کرده بود.
از فیلم‌ها یا مجموعه‌های تلویزیونی که وی در آن‌ها نقش داشته است، می‌توان به یوویتا، کنتس کوزل، لهستان بازسازی‌شده، جاسوسان ورشو، سه داستان، سربازان آزادی، خرده‌دهقانان و قماری بالاتر از زندگی اشاره نمود.